# Sophiahemmet

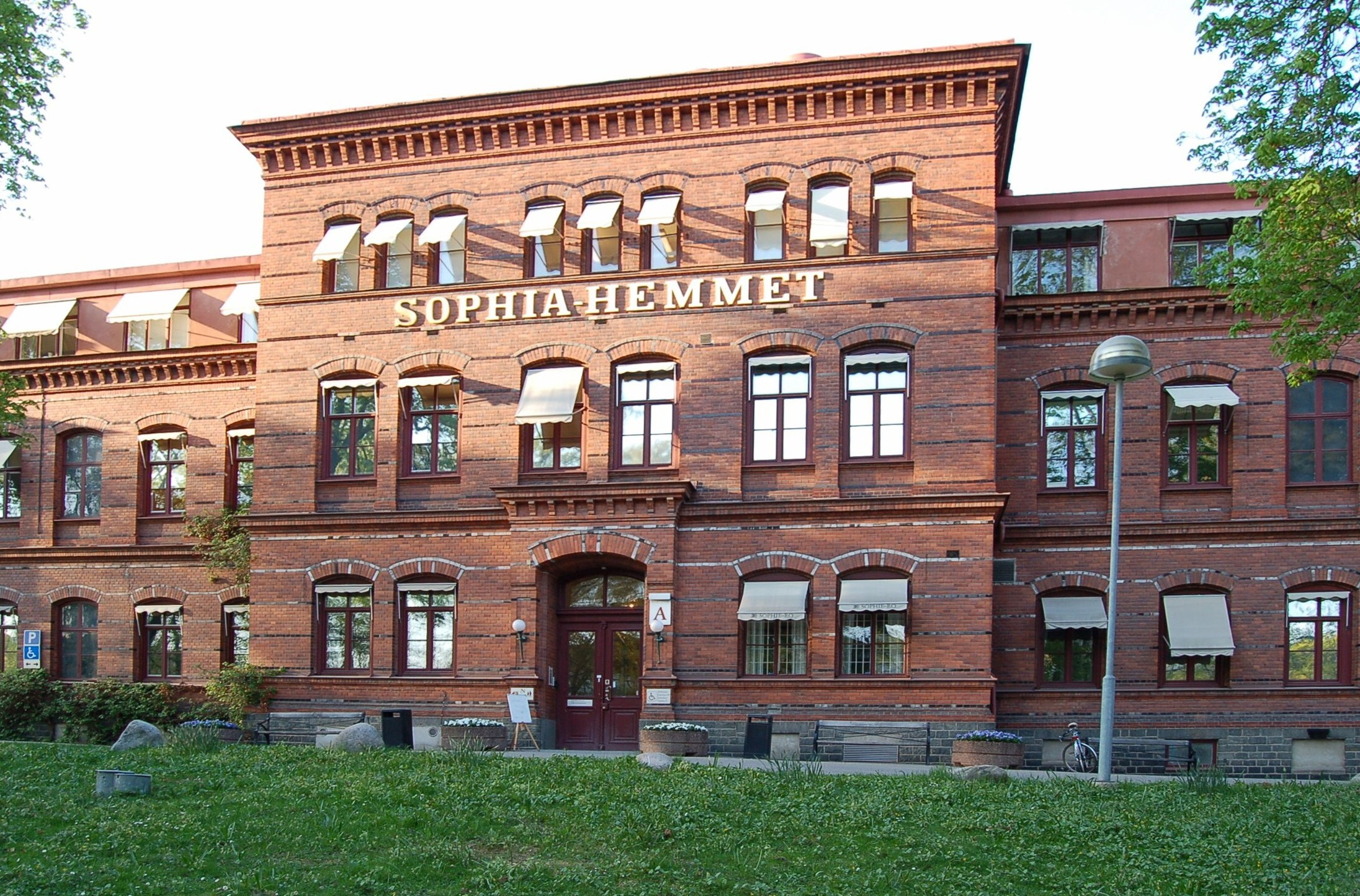
Sophiahemmets huvudentré, maj 2006.

Sophiahemmet är ett privat sjukhus på Norra Djurgården i Stockholm med adressen Valhallavägen 91. Sjukhuset grundades 1889 av Sveriges dåvarande drottning Sofia och kung Oscar II. Byggnaderna ritades av Axel Kumlien. Vid Sophiahemmet finns Sophiahemmet Högskola (tidigare Sophiahemmets sjuksköterskeskola), som driver grund- och vidareutbildning av sjuksköterskor.
Sedan 2004 utbildas här Silviasystrar, sjuksköterskor som är specialiserade på demensvård. Vid Sophiahemmet öppnades den 22 september 2008 Barnsjukhuset Martina; Sveriges första helt privata barnsjukhus.

## Historik

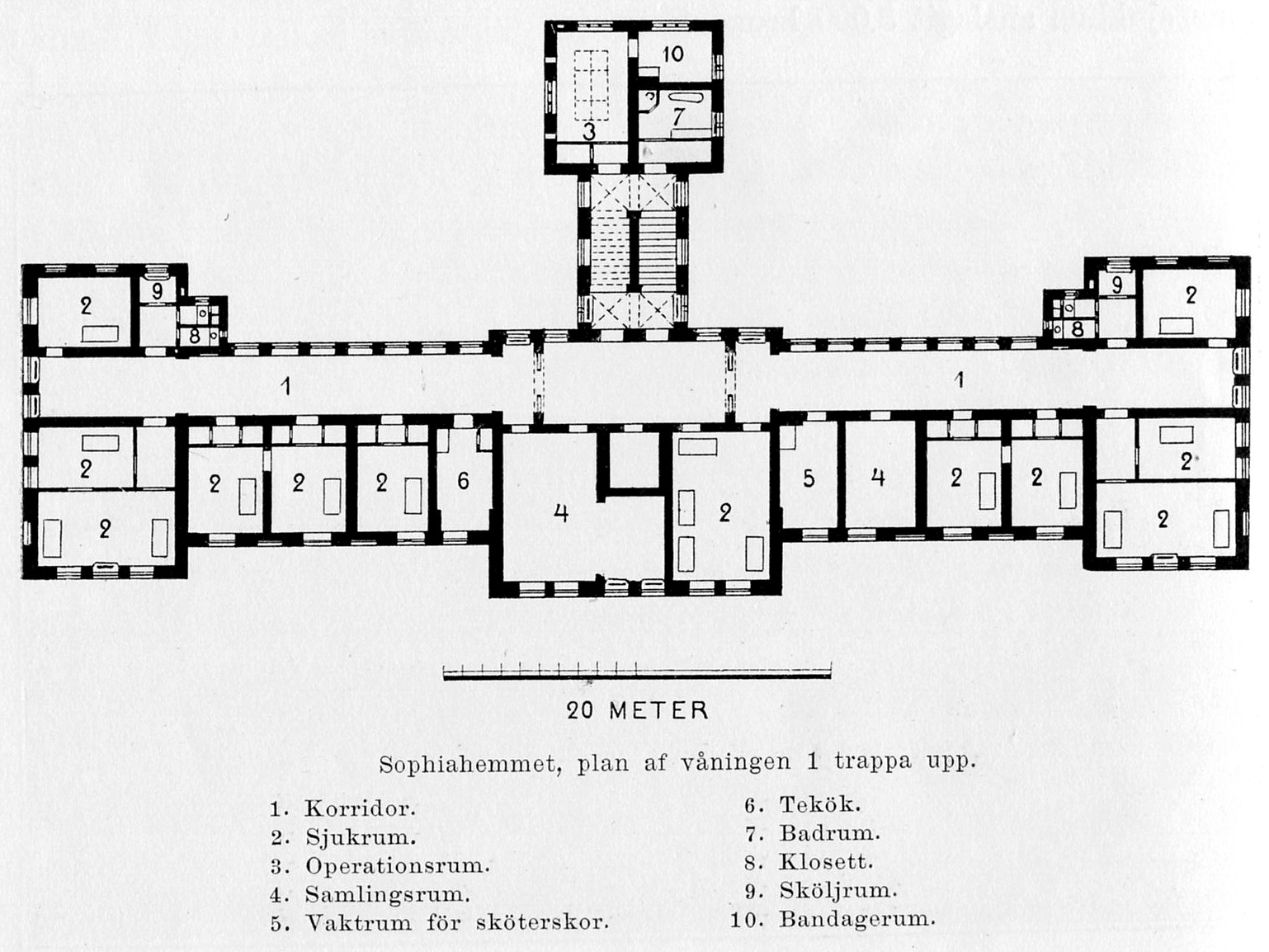
Sophiahemmets huvudbyggnad, planritning våning 1 trappa, 1897.

Början till Sophiahemmets verksamhet går tillbaka till grundandet av stiftelsen “Hemmet för sjuksköterskor” som invigdes av drottning Sophia den 1 januari 1884. Verksamheten låg vid nuvarande Upplandsgatan i Stockholm. Drottning Sophia hade tagit intryck av Florence Nightingale vars litteratur hon läste och som hon träffade i samband med ett besök i London.  Syftet var att utbilda sjuksköterskor, och för den praktiska delen hade man tillträde till Sabbatsbergs sjukhus och Serafimerlasarettet. 
Samarbetet med stadens sjukhus fungerade dock inte väl, och stiftelsen önskade även ett eget sjukhus. Genom en donation av 160 000 kronor av kung Oscar II och hans gemål drottning Sophia blev det möjligt att uppföra ett nytt sjukhus som uppkallades efter drottning Sophia.  Grundstenen lades av kungen och drottningen den 14 december 1887, och det nya sjukhuset invigdes den 1 oktober 1889. Sophiahemmet blev då Sveriges första privata sjukhus med totalt 60–70 sängplatser.
Byggnaderna ritades av Axel Kumlien, som längs Valhallavägen skapade en kraftfull tegelarkitektur i rohbau med fasader i rött och svart tegel samt en tydlig frontespis. Planlösningen präglas av ett system med långa korridorer med sjukrum genom hela byggnaden och samlingsrum åt söder. Operationsrum förlades åt norr. Sköterskehemmet gestaltades liksom huvudbyggnaden i rohbau. Hemmet innehöll rum för 40–50 sköterskor och elever samt mottagningsrum för besökande, samlingsrum och bostad för husmodern.
År 1907 invigdes Solhemmet, som var de pensionerade sophiasystrarnas ålderdomshem. Byggnaden, som ligger i anslutning till sjukhuset, ritades av arkitekten Ferdinand Boberg.
I februari 2024 utsattes verksamheten för en ransomwareattack där bland annat patientuppgifter lades ut till försäljning.

## Verksamhet
Idag består Sophiahemmet av ett stort antal byggnader med en lång rad specialistverksamheter som barnakut, bröstmottagning, gynekologi, mag-tarm, neurologmottagning, prostatacentrum, ortopedi, psykiatri, ögonklinik och överviktmottagning. Det finns operationsavdelningar, röntgen och rehabcenter samt en hälsocentral som är en mottagningen för
hälsoundersökningar, sjukvård, hälsoråd och livsstilsförändringar. Totalt finns cirka 250 specialister att tillgå.

## Bilder

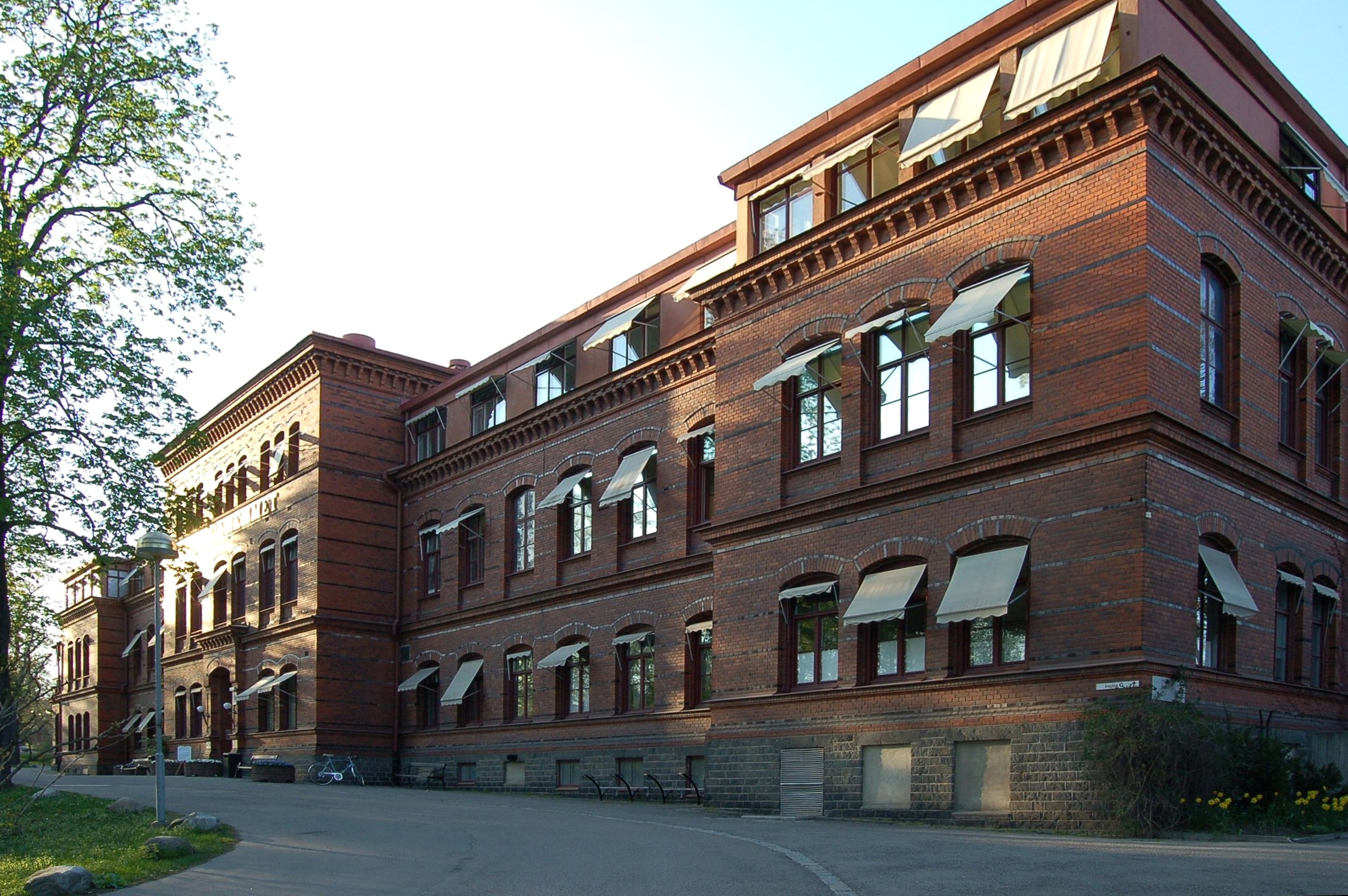
Huvudentrén, fasad mot Valhallavägen.
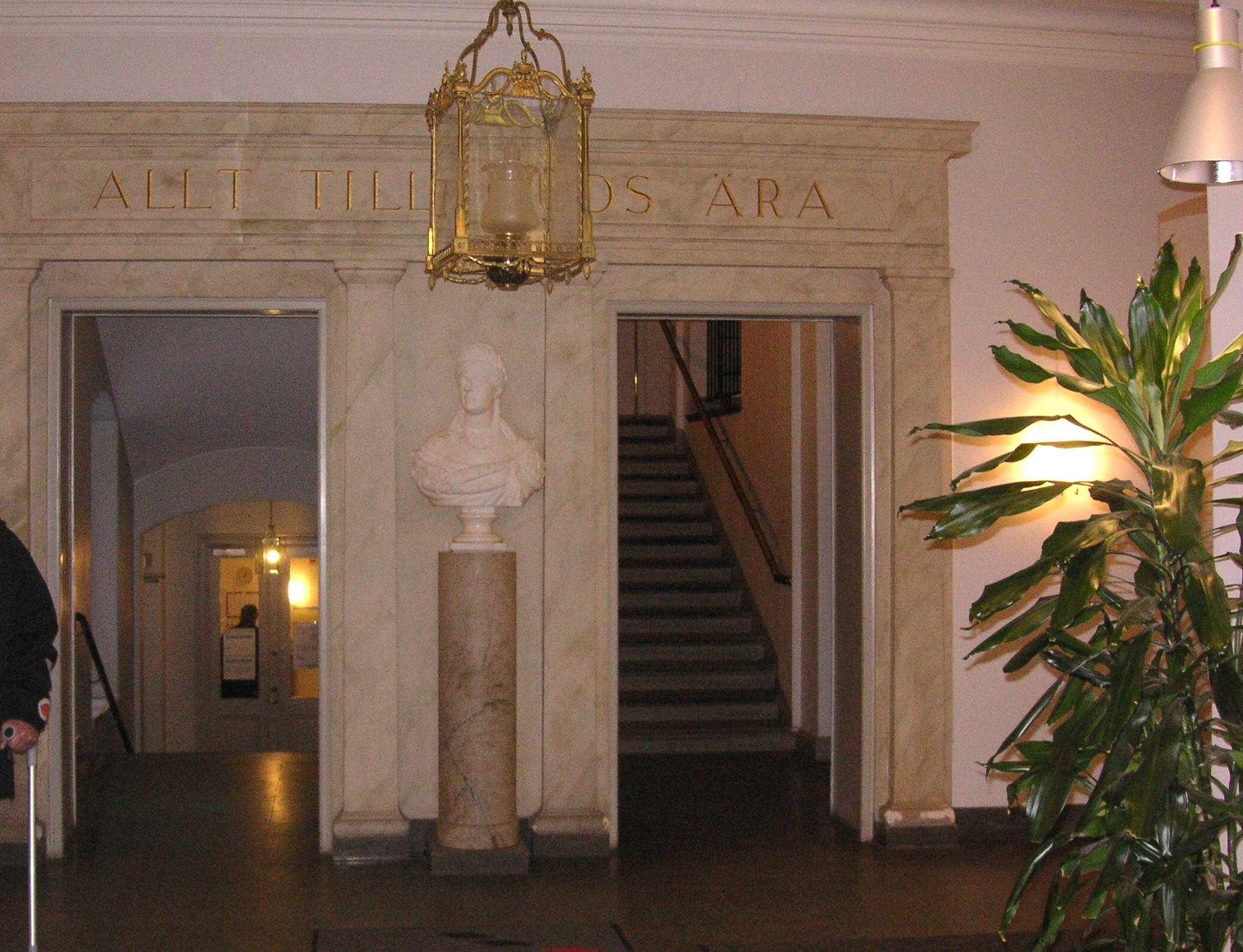
Innanför huvudentrén januari 2011.
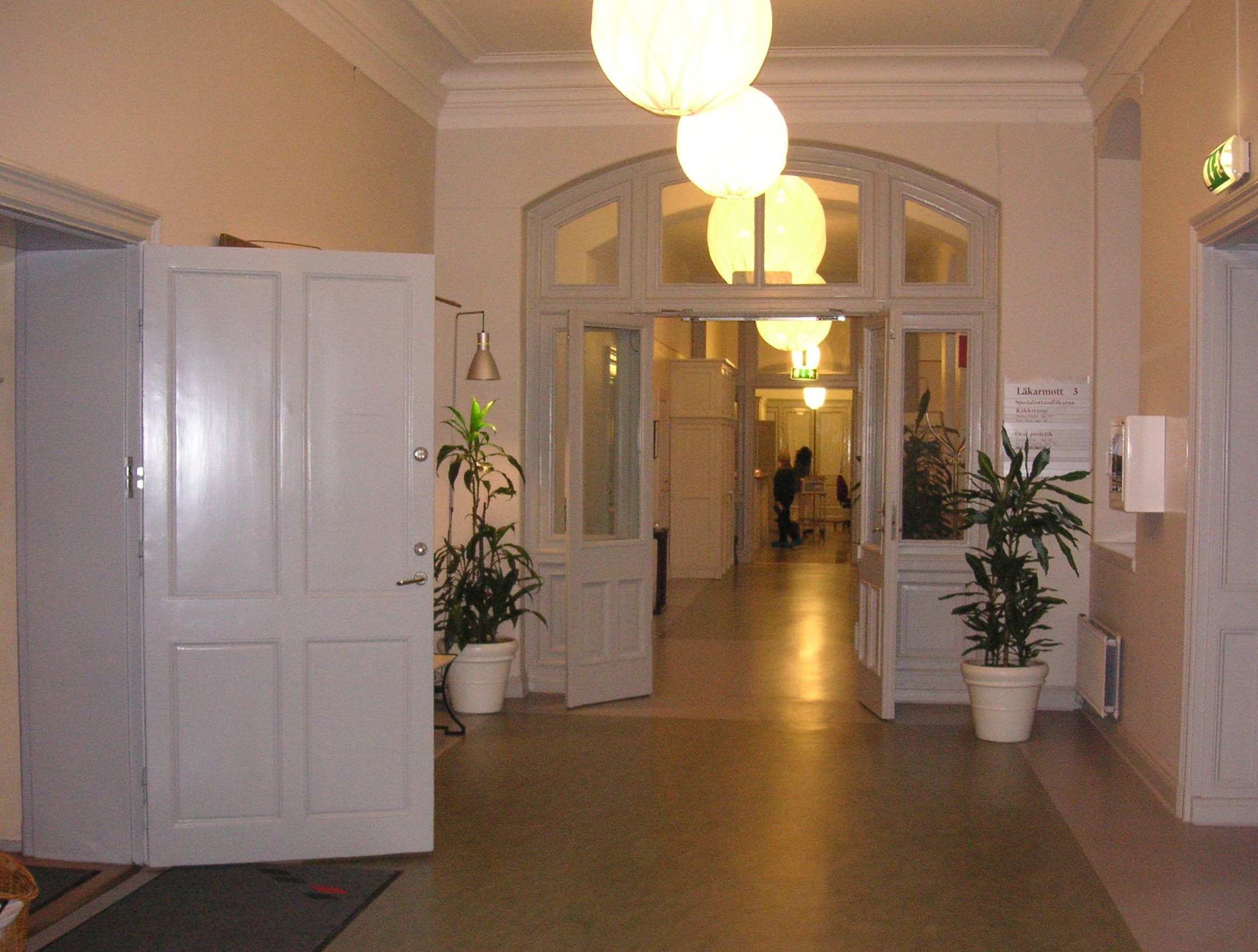
Sjukhuskorridor i januari 2011.
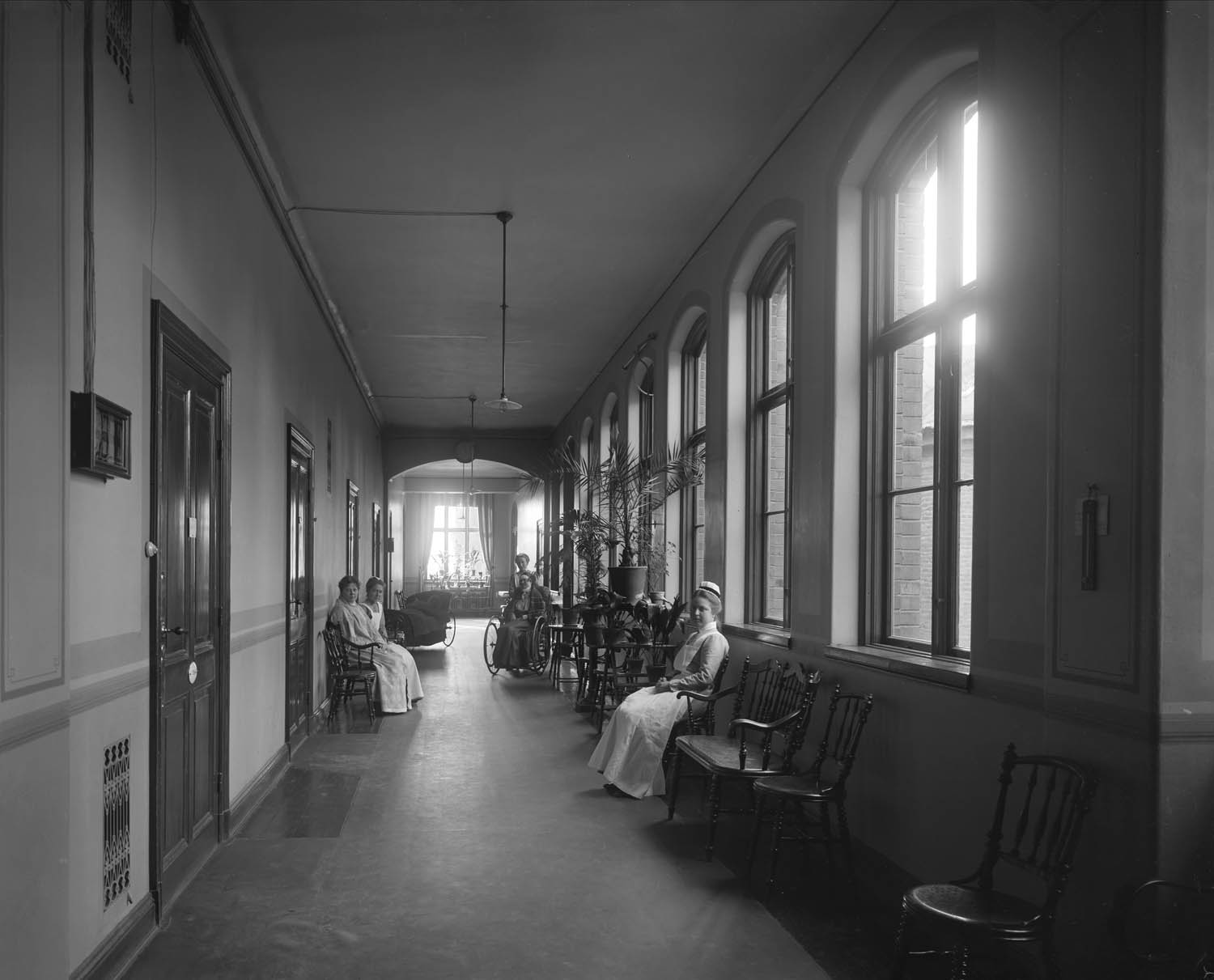
Korridor mellan 1889 och 1915.